# Lux (Saona i Loara)
Lux – miejscowość i gmina we Francji, w regionie Burgundia-Franche-Comté, w departamencie Saona i Loara.
Według danych na rok 1990 gminę zamieszkiwało 1619 osób, a gęstość zaludnienia wynosiła 262 osoby/km² (wśród 2044 gmin Burgundii Lux plasuje się na 132. miejscu pod względem liczby ludności, natomiast pod względem powierzchni na miejscu 1166.).